# ¡Viva la Cobra!
¡Viva la Cobra! è il secondo album in studio del gruppo dance punk statunitense Cobra Starship, pubblicato nel 2007.

## Tracce
1. The City Is at War – 2:51
2. Guilty Pleasure – 3:22
3. One Day, Robots Will Cry – 3:40
4. Kiss My Sass (feat. Travie McCoy) – 3:41
5. Damn You Look Good and I'm Drunk (Scandalous) (feat. V.I.P.) – 3:51
6. The World Has Its Shine (But I Would Drop It on a Dime) – 3:25
7. Smile for the Paparazzi – 3:21
8. Angie – 3:54
9. Prostitution Is the World's Oldest Profession (And I, Dear Madame, Am a Professional) – 2:38
10. My Moves Are White (White Hot, That Is) – 3:55
11. Pleasure Ryland – 2:17